# Federal Reserve Bank of Boston

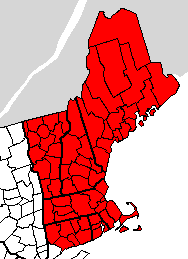
Det första distriktet som Boston Fed har hand om.

Federal Reserve Bank of Boston, kallas Boston Fed,  är en regional centralbank inom USA:s centralbankssystem Federal Reserve System. De har ansvaret för det första distriktet i centralbankssystemet, vilket innebär att de har ansvar för delstaterna Connecticut (ej Fairfield County), Maine, Massachusetts, New Hampshire, Rhode Island och Vermont. Boston Fed använder sig av bokstaven A och siffran 1 för att identifiera sig på de dollar-sedlar som används i distriktet. De har sitt huvudkontor i Boston i Massachusetts och leds av Susan M. Collins.

## Historik
Federal Reserve System har sitt ursprung från den 23 december 1913 när lagen Federal Reserve Act signerades av USA:s 28:e president Woodrow Wilson (D). Den 2 april 1914 meddelade Federal Reserve System att distrikten var bestämda och vart de regionala centralbankerna skulle vara placerade. De banker som blev medlemmar i Boston Fed var First National Bank (Bridgeport); Casco National Bank (Portland); National Shawmut Bank (Boston); First National Bank (Concord) och National Bank of Commerce (Providence). Den 18 maj grundades samtliga tolv regionala centralbanker medan den 16 november öppnades dessa officiellt.

## Ledare
Källa: 
* = Ordförande för Federal Reserve System.
|             | Person                 | Period    |
| ----------- | ---------------------- | --------- |
| Bankchefer  |                        |           |
|             | Alfred L. Aiken        | 1914–1917 |
|             | Charles A. Morss       | 1917–1922 |
|             | William P.G. Harding*  | 1923–1930 |
|             | Roy A. Young*          | 1930–1936 |
| Presidenter |                        |           |
|             | Roy A. Young*          | 1936–1942 |
|             | William W. Paddock     | 1942–1944 |
|             | Ralph E. Flanders      | 1944–1946 |
|             | Laurence F. Whittemore | 1946–1948 |
|             | Joseph A. Erickson     | 1948–1961 |
|             | George H. Ellis        | 1961–1968 |
|             | Frank E. Morris        | 1968–1988 |
|             | Richard F. Syron       | 1989–1994 |
|             | Cathy E. Minehan       | 1994–2007 |
|             | Eric S. Rosengren      | 2007–2021 |
|             | Kenneth C. Montgomery  | 2021–2022 |
|             | Susan M. Collins       | 2022–     |